# Scandia corrugata
Scandia corrugata är en nässeldjursart som beskrevs av John Fraser 1938. Scandia corrugata ingår i släktet Scandia och familjen Hebellidae. Inga underarter finns listade i Catalogue of Life.